# 마콜레

마콜레의 위치

마콜레(슬로베니아어: Makole, 독일어: Maxau 막사우[*])는 슬로베니아의 도시로 면적은 36.9km2, 인구는 2,020명(2002년 기준), 인구 밀도는 54.7명/km2이다.